# توماس لينجوار
توماس لينجوار (بالإنجليزية: Thomas Lengauer)‏ (ولد في 12 نوفمبر 1952) وهو عالم حاسوب ألماني. يعمل في مجالات علم الأحياء الحاسوبي، الكيمياء الحاسوبية والإستمثال التوافقي.

## تعليمه
درس توماس الرياضيات في جامعة برلين الحرة، وحصل على دبلومه في عام 1975. درس أطروحه الجوانب الهيكلية للتزامن. حصل توماس في وقت لاحق على درجة الماجستير (1977) ودرجة الدكتوراه (1979) في علوم الكمبيوتر، وكلاهما من جامعة ستانفورد.

## أعماله وأبحاثه
أصبح توماس أستاذًا لعلوم الكمبيوتر في جامعة بادربورن في عام 1984 بعد فترة قصيرة من عمله في مختبرات بل و جامعة سارلاند. ومنذ عام 1992 وحتى 2001، كان أستاذًا لعلوم الكمبيوتر في جامعة بون ومديرًا للمركز الوطني الألماني لتقنية المعلومات. منذ عام 2001، كان مديرًا في معهد ماكس بلانك للمعلوماتية.
كان توماس معروف بخوارزمية لينغاور-تاران في نظرية الرسم البياني مع مستشاريه في جامعة ستانفورد مثل: روبرت تارجان.
منذ أوائل تسعينات القرن الماضي، ركز في أبحاثه على علم الأحياء الحاسوبي، الكيمياء الحاسوبية والإستمثال التوافقي. وفحص وتصميم العقاقير الحسابية.

## الجوائز والتكريمات
في عام 2003، حصل توماس على ميدالية كونراد زوسي، وهي أعلى جائزة لـ (الجمعية الألمانية للمعلوماتية).
منذ عام 2014، كان توماس نائب رئيس الجمعية الدولية لعلم الأحياء الحاسوبي (ISCB). تم انتخابه زميلا في ISCB في عام 2015. في سبتمبر 2016، أُعلن أن توماس سيصبح الرئيس القادم لـ ISCB.

## حياته الشخصية
يعتبر شقيق لينجوار كريستيان ليناوير هو أستاذ في كلية المعلوماتية والرياضيات في جامعة باساو.

## وصلات خارجية
- Thomas Lengauer homepage at MPII

قالب:ISCB Fellows